# Děcka jsou ve při
Děcka jsou ve při (v anglickém originále The Kids Are All Fight) je 19. díl 26. řady (celkem 571.) amerického animovaného seriálu Simpsonovi. Scénář napsal Rob LaZebnik a díl režíroval Bob Anderson. V USA měl premiéru dne 26. dubna 2015 na stanici Fox Broadcasting Company a v Česku byl poprvé vysílán 28. září 2015 na stanici Prima Cool.

## Děj
Homer jde do Vočkovy hospody v novém obleku, ale když se snaží zaplatit pivo, zjistí, že má v kapse spoustu starých věcí včetně staré role filmu. Vočko Homerovi řekne, že jeho bar je velmi temný, a tak se Homer rozhodne film vyvolat. Poté, co přivede rodinu, zjistí, proč film nikdy nebyl vyvolán – byl totiž plný fotografií, na kterých se hádají mladí Bart a Líza. Děti se začnou zajímat o to, jak se přestali prát, a Marge jim vypráví příběh. 
Retrospektivní vyprávění se odehrává před šesti lety v roce 2009, kdy byly Bartovi 4 roky a Líze 2. Šli do knihovny na vyprávění pohádek, ale dvojice se začala mlátit knihami a byla z knihovny vyhozena. Později v noci se Bart bojí kvůli své posteli s motivem klauna, a tak si na posteli udělá čmáranici, ale Líza mu sebere tužku s tvrzením, že ji ukradl, a ukáže mu, že by jeho jméno dokázala napsat lépe než on sám. Bart se naštve a začne Lízu mlátit hračkou, ale Homer to vidí a začne jej škrtit. Bart Homera praští stínítkem lampy do hlavy, čímž Marge zklame. Marge byla z dětí tak frustrovaná, že začala mít noční můry, a tak se rozhodne vzít je k psycholožce, která Simpsonovým řekne, že jedno z jejich dětí je chytré a hodné a druhé je mdlé a zlé. V domě se jim rozhodne pomoci Ned Flanders, který jim zařídí hlídání dětí babičkou Flandersovou, jež ale během jejich hlídání zemře, a tak děti zůstanou bez dozoru. Bart a Líza se snaží vrátit domů, ale dveře Simpsonových jsou zamčené. Dvojice uslyší zmrzlinářský vůz, Bart si tak vezme tříkolku, Líza své šlapací autíčko a jedou si koupit zmrzlinu, ale ve Springfieldu se ztratí. 
Později Ned najde babičku v bezvědomí a děti Simpsonových jsou k zoufalství Homera a Marge pryč. Ve městě se Bart vydá do uličky, kde najde Kearneyho, Dolpha a Jimba. Tyrani mu seberou tříkolku, ale Líza začne plakat a oni se rozhodnou nechat je na pokoji. V tu chvíli si Bart uvědomí, že Líza byla chytrá a tvoří dobrý tým. Poté jdou do domova důchodců, kde se o ně stará děda. Homer a Marge se zoufale snaží děti najít a nakonec je najdou na vrcholu hořících springfieldských pneumatik. Homer se pokusí ohnout strom, aby je zachránil, ale větev, kterou držel, se zlomí a strom katapultuje děti zpět do domu Simpsonových do klaunské postele, která se rozpadne. Bart uslyší další zmrzlinářský vůz, ale Líza ho zadrží.
Po návratu do současnosti Marge vypráví, že od toho dne spolu všichni vycházeli, a mohli tak mít Maggie. Na konci epizody doktor Dlaha řekne Nedovi, že jeho babička přežila, a Vočko nazve Homera „otcem roku“.

## Přijetí
Epizoda získala rating 1,5 a sledovalo ji celkem 3,33 milionu diváků, čímž se stala nejsledovanějším pořadem stanice Fox té noci.
Dennis Perkins z The A.V. Clubu udělil dílu známku B− a uvedl, že „při všech různých komických a satirických způsobech využití mohou být Bart a Líza stále účinnými postavami, když nám seriál připomíná, že jsou to stále jen děti“.